# Ptyngidricerus venustus
Ptyngidricerus venustus is een insect uit de familie van de vlinderhaften (Ascalaphidae), die tot de orde netvleugeligen (Neuroptera) behoort. 
Ptyngidricerus venustus is voor het eerst wetenschappelijk beschreven door Tjeder & Waterston in 1977.